# Manuel Coscione
Manuel Coscione (Cuneo, 29 gennaio 1980) è un pallavolista italiano, palleggiatore della Virtus Fano.

## Carriera

### Club
La carriera di Manuel Coscione comincia nelle giovanili del Cuneo nel 1995; nella stagione 1996-97 entra a far parte della squadra che disputa il campionato di Serie B2, dove gioca per cinque stagioni, ottenendo anche una promozione in Serie B1: nella stagione 2000-01 gioca qualche partita con la prima squadra in Serie A1, dove entrerà in pianta stabile a partire dalla stagione successiva, quando la società cambia anche la denominazione in Piemonte, vincendo anche la Coppa Italia e la Coppa CEV.
Nell'annata 2002-03 passa alla Gabeca di Montichiari, mentre in quella seguente gioca per il Sempre Padova.
Nella stagione 2004-05 torna nuovamente alla squadra cuneese dove resta per tre stagioni vincendo la Coppa Italia 2005-06; nell'annata 2007-08 veste la maglia della M. Roma, con la quale si aggiudica la Coppa CEV, venendo premiato anche come MVP.
Nella stagione 2008-09 passa alla Prisma Taranto, mentre nella stagione successiva è al Volley Forlì; nella stagione 2010-11 viene ingaggiato dalla Callipo di Vibo Valentia dove resta per tre annate.
Per il campionato 2013-14 viene ingaggiato dalla New Mater di Castellana Grotte, ma, in seguito al ritiro dal campionato della squadra, ritorna a giocare nel Piemonte. Dopo un'annata trascorsa tra le file del BluVolley Verona, per il campionato 2015-16 è acquistato dal Piacenza, mentre in quello 2016-17 torna nuovamente al club di Vibo Valentia, sempre in massima divisione, dove rimane per un biennio prima di trasferirsi in Francia per la stagione 2018-19, dove disputa la Ligue A con l'Arago de Sète.
Rientra in Italia nell'annata successiva per disputare il campionato cadetto con la Peimar di Calci, mentre in quella successiva è nuovamente alla Prisma Taranto, sempre in Serie A2, con cui ottiene la promozione in Superlega. Tuttavia, nella stagione 2021-22, resta nella divisione cadetta, firmando per la Libertas Brianza, dove tuttavia resta solo fino a gennaio 2022, rientrando in campo direttamente nella stagione seguente, quando si accasa nella Porto Robur Costa, ancora in Serie A2. A stagione iniziata cambia tuttavia casacca trasferendosi alla Lupi Santa Croce, sempre in serie cadetta. Per il campionato 2024-25 difende i colori della Virtus Fano, neopromossa in Serie A2.

### Nazionale
Esordisce in nazionale il 18 giugno 2004 durante una partita di World League contro la Cina: nella stessa competizione vincerà poi la medaglia d'argento.

## Palmarès

### Club
- Coppa Italia: 2

2001-02, 2005-06
- Coppa CEV: 1

2007-08
- Coppa CEV: 1

2001-02

### Premi individuali
- 2008 - Coppa CEV: MVP